# Azumanga daiō
Azumanga daiō (あずまんが大王? lett. "Il grande re Azumanga") è un manga yonkoma scritto e disegnato da Kiyohiko Azuma, pubblicato sulla rivista Dengeki Daioh e successivamente adattato in una serie televisiva anime, composta da 26 episodi, nel 2002. Essa è stato originariamente trasmessa in puntate da 5 minuti ogni giorno, passate poi in un'unica puntata di 25 minuti nel weekend. Gli episodi sono stati accompagnati da Azumanga daiō (Gekijō tanpen), un breve cortometraggio utilizzato come trailer per la serie, e Azumanga web daiō.

## Trama
L'opera non ha una vera e propria trama di fondo, ma descrive semplicemente la routine quotidiana di un gruppo di ragazze che frequentano la stessa classe di un liceo giapponese. Oltre alla scuola, le ambientazioni ricorrenti comprendono la casa di Chiyo, ovvero un'enorme reggia in cui le ragazze si ritrovano per studiare, e il distretto dello shopping, dove le ragazze trascorrono le ore una volta fuori da scuola o da casa. Durante la serie diversi temi si ripropongono regolarmente, ad esempio la contrapposizione tra "bellezza" e "doti atletiche". Attraverso i rapporti interni a questo gruppo eterogeneo di compagne ci vengono mostrati i classici topoi della commedia scolastica come le vacanze estive o i test di fine corso, ma il tutto condito con un'ironia particolare, al limite del demenziale e del nonsense. L'anime percorre i tre anni che vedono le ragazze intente a raggiungere la meta del diploma e si conclude con la cerimonia finale e l'ultimo addio tra le compagne.

## Personaggi

### Studentesse
Chiyo Mihama (美浜 ちよ?, Mihama Chiyo)
Doppiata da: Tomoko Kaneda
Anche conosciuta come Chiyo-chan: una bambina prodigio di dieci anni che si ritrova nella 10ª classe grazie alle sue doti. Estremamente allegra viene considerata da tutti molto carina (kawaii), per alcuni al limite della sopportazione: la professoressa Yukari per esempio si ritrova a spingerla e darle delle pacche senza motivi apparenti. A dispetto della differenza d'età, va però molto d'accordo con le sue compagne. Alcuni tentano di sfruttarla per i propri interessi per via delle sue doti, anche a causa della sua ingenuità infantile. Essendo piccola si sente particolarmente inferiore sul piano fisico, specialmente durante i festival di atletica e finisce quindi per fare la cheerleader. È decisamente sveglia e responsabile per la sua età, e infatti è stata scelta come rappresentante di classe, adora cucinare e si sveglia prestissimo la mattina per prepararsi il pranzo. È molto orgogliosa di essere una studentessa delle superiori, e studia duramente per mantenere tale status. Nel manga, periodicamente lavora part-time a un fast food insieme a Osaka. I suoi genitori non vengono mai mostrati, ma sono molto facoltosi. Nonostante ciò, Chiyo è molto modesta, e rimane spesso sorpresa di come la sua enorme casa impressioni tanto le sue amiche.
Tomo Takino (滝野 智?, Takino Tomo)
Doppiata da: Chieko Higuchi
Estremamente iperattiva, impulsiva e incosciente, è una ragazza competitiva e piena di energia, benché non sia particolarmente portata per lo sport. La sua migliore amica è Yomi, che però fa sempre arrabbiare. Membro delle Bonkuras, il gruppo delle studentesse con i peggiori voti. Si taglia i capelli da un anno all'altro in base alle proprie ambizioni. A volte non si rende conto delle proprie azioni, provocando scompiglio e facendo persino del male alle proprie amiche. Rispetto al resto delle ragazze, Tomo nutre un genuino interesse nelle storielle "sporche" e nella sessualità in generale. È una grande fan del manga Lupin III, immedesimandosi nel personaggio di Fujiko Mine, benché non le somigli minimamente.
Koyomi Mizuhara (水原 暦?, Mizuhara Koyomi)
Doppiata da: Rie Tanaka
Chiamata anche Yomi: miglior amica di Tomo, spesso viene presa in giro da questa. La più equilibrata e matura del gruppo, è la voce della ragione del gruppo. Molto intelligente (rivaleggia con Chiyo nei compiti in classe) e atletica, è sempre sotto un regime di dieta perché si vede in sovrappeso. Un'altra debolezza di Yomi è il canto, per cui è letteralmente negata. Yomi spesso è l'unica a rimanere seria quando le altre si fanno prendere dall'entusiasmo, ed è l'unica a riuscire a riportare Tomo coi piedi per terra, spesso utilizzando anche le maniere forti. Nonostante la sua personalità matura, tuttavia, nasconde un notevole lato malizioso.
Sakaki (榊?, Sakaki)
Doppiata da: Yū Asakawa
Molto alta ed educata nel parlare, Sakaki è insoddisfatta del suo aspetto fisico, anche perché non corrisponde alla sua vera personalità: infatti Sakaki è una ragazza gentile, timida, silenziosa e riservata, ma a causa della sua "aria" intimidatoria ha la fama di essere misteriosa e un po' una "dura", reputazione confermata dalla sue doti atletiche. Tuttavia, Sakaki non ha grande interesse per lo sport, e al contrario nutre una profonda passione nascosta per le cose carine e kawaii. Sakaki è anche l'oggetto degli ambigui sentimenti di Kaorin, sua compagnia di classe per due anni. Ama i peluche (ad esempio il suo Neko Koneko o Otoosan) e adora gli animali, in particolare i gatti, anche se viene inevitabilmente morsa e graffiata da questi, specialmente da Kami-san, non appena si avvicina. È anche molto intelligente, e come rendimento scolastico è di poco al di sotto di Yomi e Chiyo. Sakaki inoltre è molto brava a cantare, cosa che sorprende molto le sue amiche quando la sentono la prima volta al karaoke.
Ayumu Kasuga (春日 歩?, Kasuga Ayumu) / Osaka (大阪?, Ōsaka)
Doppiata da: Yuki Matsuoka
Studentessa trasferitasi da Osaka, viene chiamata immediatamente con il nome della città da cui proviene, persino dai professori. A differenza delle altre, Osaka è una ragazza costantemente con la testa tra le nuvole, lenta e distratta, con una mentalità particolare che a volte diventa così contorta da sembrare surreale. Sogna ad occhi aperti ed è spesso assente, anche se è capace di risolvere intricati indovinelli e a volte dimostra di avere una profonda cultura su argomenti del tutto inaspettati, come la biologia marina o kanji sconosciuti. Ha la tendenza ad addormentarsi durante le lezioni. È un membro delle Bonkuras come Tomo. Osaka è apparsa anche in Yotsuba &! come insegnante di educazione fisica.
Kagura (神楽?, Kagura)
Doppiata da: Hōko Kuwashima
Si unisce alla classe nel secondo anno su espressa richiesta della professoressa Yukari, che la vuole nella sua classe per vincere il festival sportivo. Sebbene sia una grande atleta i suoi voti sono però molto scarsi; per questo entra a far parte delle Bonkuras. È costantemente in competizione con Sakaki sul piano atletico, avendo con lei una rivalità a senso unico. Spende la maggior parte del proprio tempo libero negli allenamenti e nutre un grande rispetto per Nyamo, che spesso chiama "coach".
Kaori (かおり?)
Doppiata da: Sakura Nogawa
Pur facendo parte della stessa classe delle protagoniste nel primo e secondo anno di liceo, rimane sempre discosta e non può essere considerata parte integrante del gruppo vero e proprio delle protagoniste. Nel terzo anno, subendo l'influenza dell'insegnante Kimura, che sembra avere una passione malsana nei suoi confronti, viene spostata di classe e si trova costretta a usare diversi stratagemmi pur di rimanere vicina a Sakaki. Nei confronti di quest'ultima, prova un sentimento smodato che può essere letto o in chiave sentimentale, o come forma di idolatria nei confronti della brillante studentessa.

### Professori
Yukari Tanizaki (谷崎 ゆかり?, Tanizaki Yukari)
Doppiata da: Akiko Hiramatsu
Insegnante di inglese ed economia domestica, nota per essere eccentrica e per la sua tendenza a presentarsi in ritardo per le lezioni. Diventa particolarmente aggressiva nelle competizioni ed è abbastanza egoista da non accorgersi delle conseguenze alle cattiverie che dice alla sua amica insegnante Minamo Kurosawa. Quando esce con questa inevitabilmente si ubriaca pensando alla propria vita da single. Guida in maniera spericolata, mettendo in serio pericolo la vita dei passeggeri, e soltanto Tomo pare assecondare questo suo lato.
Minamo Kurosawa (黒沢 みなも?, Kurosawa Minamo) / Nyamo (にゃも?, Nyamo)
Doppiata da: Aya Hisakawa
Insegnante di educazione fisica chiamata a volte Nyamo, è la professoressa di classe della classe 5. Amica e allo stesso tempo rivale di Yukari è una professoressa dolce e disponibile e al contrario della sua amica ha il pieno controllo di sé, da persona adulta e responsabile. Solo una volta, in gita al mare con le studentesse, si ubriaca e parla della relazione intima tra uomo e donna.
Kimura (木村?, Kimura)
Doppiato da: Kōji Ishii
Insegnante ossessionato dalle studentesse della scuola, specialmente da Kaorin che riesce a far trasferire nella sua classe. È sposato con una donna bellissima e paziente e tutti si chiedono come sia possibile.

### Personaggi secondari
Padre di Chiyo (ちよ父?, Chiyo-chichi)
Doppiata da: Norio Wakamoto
Il padre di Chiyo è uno strano gatto di colore giallo, dall'aspetto molto stilizzato e dal comportamento assai bizzarro. Appare nei sogni di Sakaki sostenendo di essere il padre di Chiyo. Appare anche nei sogni di Osaka, anche se Sakaki non l'ha mai discusso con lei. Gentile ma con spesso colpi di rabbia, ha l'abilità di volare ed è bravo a giocare a baseball. Durante la serie animata è possibile vederlo fluttuare in vari luoghi casuali senza motivo. Il personaggio appare anche come peluche nella stanza di Fuka in Yotsuba &!.
Signor Tadakichi (忠吉さん?, Tadakichi-san)
Il signor Tadakichi è il cane di Chiyo. È un cane da montagna dei Pirenei adottato da lei cinque anni prima della storia. È gentile ed è abbastanza grande da far salire Chiyo in groppa e portarla in giro. A Sakaki piace molto perché è l'unico animale che le permette di accarezzarlo.

## Produzione
Il titolo della serie è un gioco di parole basato sul nome dell'autore, Azuma e "manga", mentre daiō è un riferimento alla rivista su cui è stata pubblicata, Dengeki Daioh. Nell'anime, "daiō" viene menzionato durante la preview dell'episodio successivo, con il significato di "grande re".
"Azumanga" viene anche usato come termine generale per gli altre fumetti e illustrazioni dell'autore. Due precedenti collezioni di opere di Azuma, inclusi ufficiali fumetti tie-in, sono stati pubblicati come Azumanga e Azumanga 2 nel 1998 e 2001 rispettivamente. Azumanga daiō è stato successivamente ripubblicato in una edizione ridotta chiamata Azumanga Recycle.

## Media

### Manga
Azumanga daiō è stato scritto e illustrato da Kiyohiko Azuma, la maggior parte nello stile yonkoma. I capitoli sono stati serializzati da MediaWorks sulla rivista mensile Dengeki Daioh da febbraio 1999 a maggio 2002. La serie è stata successivamente distribuita in quattro tankōbon. Ogni volume percorre un anno di vita dei personaggi. Una seconda edizione in tre volumi è stata pubblicata in Giappone da Shōgakukan per commemorare il decimo anniversario del manga. L'edizione ristampata contiene tre capitoli aggiuntivi da sedici pagine serializzate in Monthly Shōnen Magazine da maggio 2009, sotto il titolo di Azumanga Daiō: Hoshūhen (あずまんが大王·補習編?, Azumanga Daiō · Hoshū-hen). La serie è attualmente inedita in Italia.
| Nº | Data di prima pubblicazione | Data di prima pubblicazione | Data di prima pubblicazione |
| Nº | Giapponese                  | Giapponese                  |                             |
| -- | --------------------------- | --------------------------- | --------------------------- |
| 1  | 10 febbraio 2000            | ISBN 978-404-869026-3       |                             |
| 2  | 27 ottobre 2000             | ISBN 4-8402-1691-6          |                             |
| 3  | 10 settembre 2001           | ISBN 4-8402-1943-5          |                             |
| 4  | 10 giugno 2002              | ISBN 4-8402-2128-6          |                             |

### Anime

Logo della serie animata

Dal manga è stata tratta una serie televisiva anime prodotta da J.C.Staff e trasmessa in Giappone su TV Tokyo dall'8 aprile al 30 settembre 2002. La messa in onda è avvenuta in puntate da 5 minuti durante i giorni della settimana lavorativa, riunite poi in un unico episodio di 25 minuti nel weekend, per un totale di 130 segmenti e 26 episodi. Sono stati realizzati anche due speciali: Azumanga daiō (Gekijō tanpen), un trailer di sei minuti trasmesso al cinema per pubblicizzare la serie televisiva, e Azumanga web daiō, un episodio pilota di circa quattro minuti apparso sul sito ufficiale per un breve periodo di tempo. Essendo solo un pilot, l'episodio figurava differenti doppiatori rispetto a quelli poi scelti per la serie televisiva.

#### Episodi
| Nº | Giapponese 「Kanji」 - Rōmaji | In onda           | In onda |
| Nº | Giapponese 「Kanji」 - Rōmaji | Giapponese        |         |
| 1  | 「こども高校生 - 天才です - こわいかな？ - 爆走ともちゃん！ - 大阪人や」 - kodomo kōkōsei - tensai desu - kowaikana? - bakusō tomochan! - oosakajin ya                    | 8 aprile 2002     |         |
| 2  | 「今日も大阪 - 体育・バレーボール - しゃっくり - 脳が - おにゅー」 - kyō mo oosaka - taiiku. bareboru - shakkuri - nō ga - onyu                                           | 15 aprile 2002    |         |
| 3  | 「にゃも - 派閥闘争 - ゆかりがきた - 悪くないもん - どこまでも」 - nyamo - habatsu tōsō - yukarigakita - waruku naimon - dokomademo                                       | 22 aprile 2002    |         |
| 4  | 「楽しい職業 - プールプールプール - りぼん - ふたりっきり - いいひと？」 - tanoshi i shokugyō - purupurupuru - ribon - futarikkiri - iihito?                              | 29 aprile 2002    |         |
| 5  | 「なつやすみ - ようこそちよの部屋へ - ご招待 - 経験者語って - もうだめ」 - natsuyasumi - yōkosochiyono heya he - go shōtai - keikensha katatte - mōdame                   | 6 maggio 2002     |         |
| 6  | 「勝利の方程式 - 三組の榊 五組の神楽 - ぶっちぎり - わーい - 踊る大団円」 - shōri no hōteishiki - mitsugumi no sakaki go kuno kagura - bucchigiri - wa i - odoru oodan'en | 13 maggio 2002    |         |
| 7  | 「おとぎの組 - 人格者 - のりのりゴー！ - マスコット - 敵？」 - otogino kumi - jinkakusha - norinori go! - masukotto - teki?                                               | 20 maggio 2002    |         |
| 8  | 「大阪の初夢 - ともちゃんの場合 - 榊の場合 - ようこそ - かおりんの場合」 - oosaka no hatsuyume - tomochanno baai - sakaki no baai - yōkoso - kaorinno baai                | 27 maggio 2002    |         |
| 9  | 「触れないなら - 11才 - ねこさん… - 設定 - なんで？」 - furena inara - 11 sai - nekosan... - settei - nande?                                                              | 3 giugno 2002     |         |
| 10 | 「ドラフト指名 - クラス替え - おおかみ - 先輩風ぴゅーぴゅー - マルコ…」 - dorafuto shimei - kurasu kae - ookami - senpai kaze pyu pyu - maruko...                         | 10 giugno 2002    |         |
| 11 | 「国際都市 - 対決 - たたかなくても - ねこまみれ - 逃げないで」 - kokusaitoshi - taiketsu - tatakanakutemo - nekomamire - nige naide                                       | 17 giugno 2002    |         |
| 12 | 「ちよちゃんの一日 - 高校のともだち - お昼 - ごご - なわとび」 - chiyochanno tsuitachi - kōkō notomodachi - o hiru - gogo - nawatobi                                      | 24 giugno 2002    |         |
| 13 | 「ノーガード戦法 - S - 中間テスト - 結成 - 能力」 - nogado senpō - s - chūkan tesuto - kessei - nōryoku                                                                   | 1º luglio 2002    |         |
| 14 | 「おかいもの - 集合 - うみー！ - 捕獲作戦 - 大人の世界」 - okaimono - shūgō - umi ! - hokaku sakusen - otona no sekai                                                     | 8 luglio 2002     |         |
| 15 | 「木村家の人々 - みたみた？ - 未確認奥さん - ガチガチ - 結果発表」 - kimura ie no hitobito - mitamita? - mikakunin okusan - gachigachi - kekkahappyō                      | 15 luglio 2002    |         |
| 16 | 「くみあわせ - 降臨 - かわいい - 注文 - 宣伝効果」 - kumiawase - kōrin - kawaii - chūmon - sendenkōka                                                                     | 22 luglio 2002    |         |
| 17 | 「大阪の怪談 - 気分転換 - 師走 - すごいサンタ - クリスマス会」 - oosaka no kaidan - kibuntenkan - shiwasu - sugoi santa - kurisumasu kai                                  | 29 luglio 2002    |         |
| 18 | 「うきよみ - 裏切り - ワクワクワクワク - 仲間はずれ - ゴー」 - ukiyomi - uragiri - wakuwakuwakuwaku - nakama hazure - go                                                  | 5 agosto 2002     |         |
| 19 | 「あくび名人 - なんだか青春 - 大人の花見 - 子供の花見 - 桜」 - akubi meijin - nandaka seishun - otona no hanami - kodomo no hanami - sakura                               | 12 agosto 2002    |         |
| 20 | 「別離 - ゆかりの誕生日 - はばたけちよ - こども大統領 - 強く生きて下さい」 - betsuri - yukarino tanjōbi - habatakechiyo - kodomo daitōryō - tsuyoku iki te kudasai        | 19 agosto 2002    |         |
| 21 | 「期待 - いてもたっても - 海の藻屑 - 夢の島 - 山にすむネコ」 - kitai - itemotattemo - umi no mokuzu - yumenoshima - yama nisumu neko                                      | 26 agosto 2002    |         |
| 22 | 「ナイスですよ - だまされた - 黒沢先生 - 未遂 - まだ終わってない」 - naisu desuyo - damasareta - kurosawa sensei - misui - mada owa ttenai                                | 2 settembre 2002  |         |
| 23 | 「かんだ - もりあげ役 - 考えてなかった - みんなで走ります - 一丸」 - kanda - moriage yaku - kangae tenakatta - minnade hashiri masu - ichigan                             | 9 settembre 2002  |         |
| 24 | 「進路 - 対決 - はやく行こう - 人望 - マヤーと一緒」 - shinro - taiketsu - hayaku iko u - jinbō - maya to issho                                                           | 16 settembre 2002 |         |
| 25 | 「進路相談 - 合格祈願 - ファイト - 勉強会 - 智と大阪運命の日」 - shinro sōdan - gōkaku kigan - faito - benkyōkai - satoru to oosaka unmei no nichi                        | 23 settembre 2002 |         |
| 26 | 「初めての卒業 - 万感 - 悲しみ - 母校 - みんな」 - hajimete no sotsugyō - bankan - kanashimi - bokō - minna                                                               | 30 settembre 2002 |         |

### Colonne sonore
La colonna sonora dell'anime è stata composta da Masaki Kurihara. La sigla di apertura è Soramimi Cake (空耳ケーキ?, Soramimi Kēki), composta da Masumi Itō con testo di Aki Hata e cantata da Oranges & Lemons. La sigla di chiusura invece è Raspberry Heaven, composta da Yōko Ueno, con testo di Aki Hata e cantata sempre da Oranges & Lemons.
Altre canzoni utilizzate nell'anime, cantate da Oranges & Lemons, musicate da Masaki Kurihara, con testo di Aki Hata, sono: Glasses of a Star (星のめがね?, Hoshi no megane), Weepin' Rains, A Morning Glow Track (朝焼け線路?, Asayakesenro), Moi Moi e Colour March of Wind (風の色マーチ?, Kaze no shikimāchi). Il cortometraggio Azumanga daiō (Gekijō tanpen) fa ricorso a alla sigla di chiusura Sarabai, composta da Hikaru Nanase, con testo di Masaaki Taniguchi e cantata da Tomoko Kaneda.

### Altri media
Due artbook della serie animata sono stati pubblicati da MediaWorks il 26 agosto e il 10 dicembre 2002.
Tre diversi videogiochi sono stati prodotti per Azumanga daiō. Uno per PlayStation, Azumanga donjyara daiō, che è simile al Mah Jong. Il secondo, Azumanga daiō Advance, è stato prodotto per Game Boy Advance, prendendo la forma di un semplice gioco di carte. È stato anche prodotto un arcade in stile Puzzle Bobble.
Dopo la fine della serie animata, si sono sparse voci, poi rivelatesi infondate, su una serie dal vivo che sarebbe dovuta essere prodotta dalla Tokyo Broadcasting System e Suntory, e che avrebbero dovuto avere il nome di Azudorama da yo! oppure Azumanga daiō: The Drama. Materiale promozionale, apparentemente autentico e foto di scena erano persino apparsi su internet.

## Accoglienza

### Popolarità

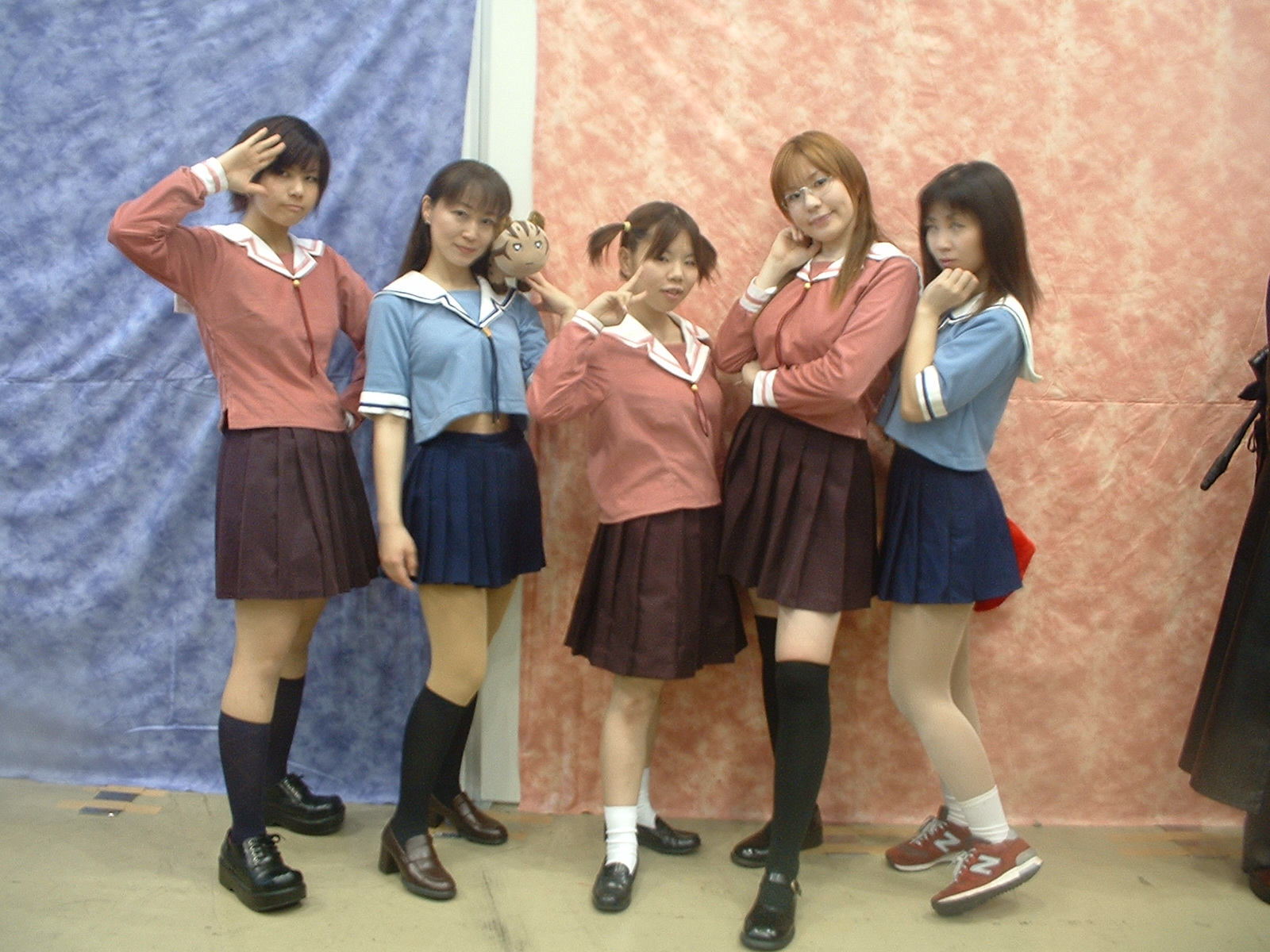
Cosplayer di alcuni dei personaggi principali di Azumanga nel 2006. Da sinistra: Tomo Takino, Sakaki, Chiyo Mihama, Koyomi Mizuhara e Ayumu Kasuga.

Sia il manga che l'anime sono stati elogiati per l'umorismo dei personaggi, definiti eccentrici, con lo stesso autore Azuma che viene acclamato come il "maestro dello stile a 4 pannelli" per il suo stile artistico e tempismo comico. In Giappone, il manga è stato nominato l'opera più consigliata dalla giuria del sesto Japan Media Arts Festival nel 2002. Il manga è stato anche nominato parte della top 25 manga dell'edizione del 2006. Quattro tra le protagoniste sono state inserite nelle top 100 eroine degli anime dal giornale Newtype: Osaka al 7º posto, Chiyo all'11°, Sakaki al 21° e Yomi al 78°. Insieme hanno reso Azumanga daiō il secondo anime più popolare per i personaggi femminili.

### Critica
I critici inglesi hanno dato recensione positive sull'opera. Nella Manga: The Complete Edition, Jason Thompson definisce la commedia "affascinante" e loda le gag ricorrenti. Sostiene che uno dei migliori punti della serie sono la scrittura dei personaggi, ma avverte i giovani lettori che la natura moe e le battute sull'"insegnante vagamente pedofilo" potrebbero essere disturbanti per loro. Ha detto successivamente che Azumanga daiō aveva un tipo di moe "quasi totalmente innocente", in cui "adorabili ragazze fanno cose carine". Il dizionario francese di manga Dicomanga ha notato come, nonostante sia una serie moe targata per gli otaku, è seguito anche da molte lettrici per la celebrazione della "amicizia tra ragazze così come [il suo] umorismo". Marc Hairston descrive Azumanga daiō come essere "leggermente disgiunto", con un umorismo "spesso obliquo" e "culturalmente pieno di pregiudizi", paragonandolo a Maria-sama ga miteru ma più "leggero" e "ironico". Descrive i personaggi come "individui con personalità fuori dal comune". Mark Thomas di Mania.com dice che ogni personaggio ha "una personalità ben definita esagerato a livelli anormali", contrapposta a un altro personaggio della serie, rendendo questi tratti più evidenti, impedendo così di renderli noiosi o irrealistici. Thomas sostiene che lo stile yonkoma non riesce a strutturare una "storia complessa ad archi", e la trama è presentata come "veloci momenti casuali nella loro routine quotidiana", segnalando che la narrativa si basa soprattutto sui personaggi. Patrick King di Animefringe la considera "una della serie manga più divertente e adorabili che abbia mai letto". IGN ha criticato la mancanza di sfondo, ma ha detto che l'espressività dei personaggi compensa la mancanza.
Fred Patten di Animation World Magazine ha descritto l'adattamento animato come "deliziosamente spiritoso e anche una finestra educativa verso la vita scolastica nelle scuole superiori in Giappone". Chris Beveridge di Mania.com ha sostenuto che "C'è molto da ridere qui, con un cast di personaggi che si sviluppa rapidamente dentro di te, scoprendo subito chi preferisci e chi no". Andre Shelton di Anime Meta spiega come "I personaggi delle ragazze sono fatti estremamente bene. La superba osservazione e l'abilità di catturare tali espressioni, rendono l'anime incredibilmente divertente da vedere, oltre a soddisfare i requisiti della storia. L'azione e il ricco umorismo sono anche loro meravigliosamente rappresentate. C'è così tanto significato e fascino anche nella più piccola espressione". I critici di THEM Anime Reviews e Anime News Network ha scritto che i fan già diplomati si sentiranno nostalgici nel mentre che guardano Azumanga daiō. Lauren Bryant di Art Decko Magazine ha notato come la serie sia "piena di gag sciocche e bravate varie", con un "umorismo leggero" e animazione "molto minimalista", dicendo che lo show renda Kaori "apertamente gay" per la sua cotta per Sakaki. Tuttavia critica Kimura per essere "vagamente pedofilo", ma definisce la serie interamente come "veramente stupenda e divertente".